# Смоленская улица (Новосибирск)
Смоле́нская улица (до 1958 года — Стахановцев) — улица в Советском районе Новосибирска (микрорайон ОбьГЭС). Начинается от улицы Молодости, затем образует перекрёсток с улицами Энгельса и Нагорной, после чего прерывается улицей Динамовцев. Другая часть улицы располагается в жилом квартале между улицами Динамовцев и Барьерной, примыкая к которой Смоленская улица заканчивается.

## Организации
- Баня № 22
- Пивные друзья, частная пивоварня
- Тарный завод, производственная компания
- Общежитие

## Транспорт
Ближайшая к улице остановка — Баня № 22, расположенная на улице Приморской. Обслуживается автобусами и маршрутными такси:
- Автобус № 23 (Общественный торговый центр — ОРМЗ)
- Автобус № 48 (Общественный торговый центр — Чемской бор)
- Маршрутное такси № 88(1148) (Котельная — Чемской бор)
- Маршрутное такси № 43(1223) (Общественный торговый центр — ОРМЗ)